# 西予CATV
西予CATV株式会社は、愛媛県西予市のCATV整備事業で設置されるケーブルテレビ施設により放送・通信のサービスを実施している企業。西予市が88.3%を出資する第三セクター企業である。

## 会社所在地
- 愛媛県西予市宇和町卯之町2-449

## サービスエリアと整備計画
- 愛媛県西予市全域（2014年4月現在）
  - 三瓶地区はかつて八西CATVのサービスエリアである。当初は行政情報や地域情報などの伝達のための三瓶地区サブセンターを整備予定であった[2]。その後、八幡浜市と伊方町が「八西地域総合情報センター（八西CATV）」のケーブルテレビ施設の光ファイバー化移行を決定したさいに、三瓶地区は計画外とされ同軸ケーブルのエリアのままになった。これを受け西予市は、光ファイバーを用いたケーブルテレビ施設を三瓶地区にも整備することとなり西予CATVがケーブルテレビサービスを実施することとなった[3]。2014年3月31日をもって八西CATVは三瓶地区でのサービスを終了した。[4]。
- 放送・通信網（光ファイバー）の整備計画
- 3年計画整備・年度及び対象エリア
  - 2008年度（平成20年度） 宇和地区の一部、野村地区の一部
  - 2009年（平成21年度） 宇和地区の残りの区域、明浜地区、野村地区（野村町惣川・野村町大野ヶ原以外）
  - 2010年（平成22年度） 城川地区、野村町惣川、野村町大野ヶ原
- その他の地域のサービス提供開始時期
  - 第2期工区（2010年4月 - 順次提供開始）
野村地区その他の地域（野村町予子林の大部分、野村町大野ヶ原、野村町惣川を除く）・宇和地区のその他の地域・明浜地区
  - 第3期工区（2011年4月 - 提供開始）
野村町予子林（肱川本線より西側）・野村町大野ヶ原・野村町惣川・城川地区

## サービス内容
- ケーブルテレビ
- インターネット
  - ピカラ光ねっと…1Gbpsベストエフォート（動的グローバルIPアドレス：1個）
- 電話
  - ピカラ光でんわ

## 主な放送チャンネル

### 地上波系列別再送信局
| NHK-G   | NHK-E   | NNS      | ANN            | JNN        | TXN | FNS        | JAITS |
| ------- | ------- | -------- | -------------- | ---------- | --- | ---------- | ----- |
| NHK松山 | NHK松山 | 南海放送 | 愛媛朝日テレビ | あいテレビ |     | テレビ愛媛 |       |

### テレビ局
地上デジタル放送
| チャンネル | 放送局                                   |
| ---------- | ---------------------------------------- |
| 011        | NHK松山総合                              |
| 021        | NHK松山Eテレ                             |
| 041        | RNB南海放送                              |
| 051        | eat愛媛朝日テレビ                        |
| 061        | itvあいテレビ                            |
| 081        | EBCテレビ愛媛                            |
| 111        | きらりch(地元西予市の情報番組)           |
| 121        | ライフch1（天気 休日当番等）             |
| 122        | ライフch2（道路・海岸のLIVE映像+FM音源） |

- 地デジ対応テレビでは、以上7局を視聴できる。
- すべてデジタル放送サービスであり、アナログチューナーのテレビ利用者はセットトップボックスの利用をもとめられる。

2K BS放送
| チャンネル | 放送局                 |
| ---------- | ---------------------- |
| 101        | NHK BS                 |
| 141        | BS日テレ               |
| 151        | BS朝日                 |
| 161        | BS-TBS                 |
| 171        | BSテレ東               |
| 181        | BSフジ                 |
| 191        | WOWOWプライム          |
| 192        | WOWOWライブ            |
| 193        | WOWOWシネマ            |
| 200        | BS10                   |
| 201        | BS10スターチャンネル   |
| 211        | BS11 イレブン          |
| 222        | BS12 トゥエルビ        |
| 231        | 放送大学テレビ         |
| 234        | グリーンチャンネル     |
| 236        | BSアニマックス         |
| 242        | J SPORTS 1             |
| 243        | J SPORTS 2             |
| 244        | J SPORTS 3             |
| 245        | J SPORTS 4             |
| 251        | BS釣りビジョン         |
| 252        | WOWOWプラス            |
| 255        | 日本映画専門チャンネル |
| 256        | ディズニー・チャンネル |
| 260        | J:COM BS               |
| 265        | BSよしもと             |

4K8K BS放送
| チャンネル | 放送局                |
| ---------- | --------------------- |
| 101        | NHK BSプレミアム4K    |
| 141        | BS日テレ 4K           |
| 151        | BS朝日 4K             |
| 161        | BS-TBS 4K             |
| 171        | BSテレ東 4K           |
| 181        | BSフジ 4K             |
| 211        | ショップチャンネル 4K |
| 221        | 4K QVC                |
| 102        | NHK BS8K              |

- BSデジタル放送はSTBでは視聴できない。そのため、別途チューナーもしくはチューナー内蔵テレビやレコーダーが必要。

CS放送
| チャンネル | 放送局                             |
| ---------- | ---------------------------------- |
| 510        | J SPORTS 3                         |
| 511        | スカイA                            |
| 512        | GAORA SPORTS                       |
| 513        | J SPORTS 1                         |
| 514        | J SPORTS 2                         |
| 515        | J SPORTS 4 ★                       |
| 517        | ゴルフネットワーク                 |
| 518        | 日テレジータス                     |
| 521        | 日本映画専門チャンネル             |
| 522        | 映画・チャンネルNECO               |
| 523        | V☆パラダイス ★                     |
| 225        | 東映チャンネル ★                   |
| 526        | 衛星劇場 ★                         |
| 531        | スーパー!ドラマTV                  |
| 534        | 時代劇専門チャンネル               |
| 541        | アニマックス                       |
| 542        | キッズステーション                 |
| 244        | アニメシアターX(AT-X) ★            |
| 546        | ホームドラマチャンネル             |
| 552        | 日テレNEWS24                       |
| 555        | ヒストリーチャンネル               |
| 562        | スペースシャワーTV                 |
| 264        | 歌謡ポップスチャンネル             |
| 569        | TBSチャンネル2                     |
| 570        | 囲碁・将棋チャンネル               |
| 571        | ショップチャンネル                 |
| 572        | QVC                                |
| 576        | 釣りビジョン                       |
| 280        | MONDO TV                           |
| 581        | フジテレビTWO                      |
| 582        | フジテレビONE                      |
| 583        | ザ・シネマ                         |
| 584        | 日テレプラス                       |
| 285        | グリーンチャンネル ★               |
| 286        | グリーンチャンネル2 ★              |
| 288        | SPEEDチャンネル ★                  |
| 290        | プレイボーイチャンネル △           |
| 291        | レッドチェリー △                   |
| 292        | レインボーチャンネル △             |
| 293        | ミッドナイトブルー △               |
| 294        | チェリーボム △                     |
| 295        | パラダイステレビ △                 |
| 310        | ウェザーニュース                   |
| 313        | ウィットチャンネル(南海放送ラジオ) |
| 402        | Mnet ★                             |

- CS放送は、セットトップボックスを使用して視聴する。配信方式はJDSとJC-HITSを採用。
- ★ PAYチャンネル、△ アダルトチャンネル